# Distretto di Sėrgėlėn (Dornod)
Il distretto di Sėrgėlėn  è uno dei quattordici distretti (sum) in cui è suddivisa la provincia del Dornod, in Mongolia. Conta una popolazione di 2.198 abitanti (censimento 2009). 